# اسیل فولون
اسیل فولون (به انگلیسی: Acylfulvene) با فرمول شیمیایی C۱۴H۱۶O۲ یک ترکیب شیمیایی با شناسه پاب‌کم ۳۶۵۷۰۱ است؛ که جرم مولی آن ۲۱۶٫۲۸ g/mol می‌باشد.